# Вырк, Эдуард Александрович
Эдуард Александрович Вырк (эст. Eduard Võrk; 11 мая 1951, Таллин — 14 августа 2012) — советский футболист, советский и эстонский футбольный тренер.

## Биография
Воспитанник футбольной школы таллинского «Динамо», тренер — Удо Локотар. На взрослом уровне выступал в первенстве Эстонской ССР за «Динамо-Копли», становился призёром первенства и обладателем Кубка республики.
Окончил Ленинградский государственный институт физической культуры (1973). С 1970-х годов работал детским тренером в Таллине, начал трудовую деятельность в 1973 году в спортшколе Калининского района Таллина. В 1977 году вывел команду Таллинского политехнического института в высшую лигу чемпионата республики.
В 1986 году с детской командой «Вигри» стал победителем всесоюзного турнира «Кожаный мяч». В дальнейшем работал с этой командой на взрослом уровне. После создания независимого чемпионата Эстонии возглавлял «Вигри» в высшей лиге в 1992—1993 годах. Снова возглавлял возрождённую команду в 1996—1999 годах, уже в низших дивизионах.
Параллельно с работой в клубах, более 10 лет работал в Эстонском футбольном союзе координатором юношеских и молодёжных команд. В 1994—1995 годах возглавлял молодёжную сборную Эстонии, под его руководством команда провела 13 официальных матчей и во всех проиграла с общим счётом 5:50.
В 1999—2001 годах работал в структуре «Левадии», в том числе тренировал резервную команду. В октябре-ноябре 2000 года в течение шести туров исполнял обязанности главного тренера «Левадии», команда в том сезоне стала чемпионом Эстонии.
В 2001—2008 годах работал в структуре таллинского «ТФМК».
Среди его воспитанников — игроки сборной Эстонии Андрей Борисов, Сергей Парейко, Дмитрий Устрицкий, один из лучших бомбардиров чемпионата Эстонии за всю историю Андрей Крылов, многократные чемпионы Эстонии Игорь Братчук, Эдуард Виноградов, Дмитрий Кирилов, Вячеслав Кулаков, Владимир Челноков и другие.
Незадолго до смерти попал в аварию, от её последствий так и не оправился. Скончался 14 августа 2012 года в возрасте 61 год. Похоронен в Таллине на кладбище Пярнамяэ.
В 2015 году был проведён молодёжный турнир по футболу памяти Эдуарда Вырка.

## Личная жизнь
Супруга Валентина, дочь Инна, сын Евгений.